# Отпуск
О́тпуск — временное освобождение от работы в будние дни на определённый период времени для отдыха и иных социальных целей с сохранением прежнего места работы. В зависимости от трудового стажа, государства и места работы (частный сектор, государственные учреждения, особо опасные сферы деятельности, вооружённые силы и так далее) условия и продолжительность отпуска могут существенно различаться, определяясь трудовым договором, договором, конституцией, законами федерального или регионального уровня. Несмотря на то, что необходимость отдыха человеком была осознана уже очень давно, официальное понятие «отпуск» возникло в Европе лишь в конце XIX века, а в России в начале XX века, при учреждении бессрочных отпусков для военнослужащих. В России порядок предоставления ежегодных оплачиваемых отпусков регулируется Трудовым кодексом Российской Федерации (статья 122).

## История
В России понятие «отпуск» вошло в трудовые отношения только после Октябрьской революции, став одним из прогрессивных её достижений. 14 июня 1918 года председатель Совета народных комиссаров (СНК) РСФСР Ленин подписал постановление «Об отпусках». Согласно ему, право на двухнедельный отпуск получали наёмные рабочие и служащие всех сфер труда, проработавшие не менее шести месяцев. При этом материальное содержание выдавалось вперед. Важной деталью ленинского постановления было то, что первый декрет запрещал любую оплачиваемую занятость «на стороне» во время отпуска с главной работы, а также не оплачивал неиспользованные отпускные дни.
Конвенция Международной организации труда (МОТ) от 1936 года определила минимальную продолжительность отпуска всего в 6 дней, при этом в СССР отпуск был не менее 12 рабочих дней.
С 1 января 1968 года отпуск рабочим и служащим увеличился с 12 до 15 рабочих дней.
Только в 1970 году МОТ пересмотрела свою конвенцию об оплачиваемых отпусках и установила длину отпуска в три рабочие недели. В СССР ежегодное время отпускного отдыха рабочих и служащих было закреплено статьёй 119 Конституции СССР. С 2002 года отпуск стали исчислять, исходя из 28 календарных дней, согласно рекомендации Европейской социальной хартии. 
Отпуска в разных странах существенно различаются по длительности. По состоянию на 2020 год, оплачиваемый отпуск в Японии составлял 5 дней в год, в Сингапуре — 7. Самые продолжительные отпуска у трудящихся в Бразилии – 30 дней, в Дании и Германии — от 30 дней и более.
В США оплачиваемый отпуск в госучреждениях и многих (но не во всех) частных компаниях начисляется в часах и обычно составляет около 12 — 14 рабочих дней в году, хотя с накоплением стажа его продолжительность постепенно увеличивается до 18 — 24 рабочих дней в году. Однако в связи с тем, что в США нет единого трудового законодательства на федеральном уровне, и законы о труде варьируются от штата к штату, некоторые компании могут вообще не предоставлять оплачиваемый отпуск своим сотрудникам (особенно это касается работников, не работающих на полную ставку (full time)), либо приурочивать его к Рождественским каникулам.
В 2020 году в связи последствиям пандемии COVID-19 (кризис, закрытие границ, снижение доходов) появился термин «синдром упущенных каникул ». Симптомы синдрома – опустошение, истощение, стресс. 30 марта 2023 года в России был проведен День осведомленности о синдроме упущенных каникул.

## Виды отпуска
Наряду с основным оплачиваемым отпуском существуют и другие виды отпуска:
- дополнительный отпуск. Например, отпуск за ненормированный день, за работу во вредных условиях труда;
- отпуск по беременности и родам (декретный отпуск);
- отпуск по уходу за ребёнком;
- отпуск без сохранения заработной платы
- бессрочный отпуск (Российская империя).

Существуют учебные отпуска, предоставляемые рабочим и служащим. Кроме оплачиваемого отпуска, выделяется также и неоплачиваемый отпуск или отпуск без содержания (без сохранения заработной платы).